# Pino (Alta Córsega)
Pino é uma comuna francesa na região administrativa da Córsega, no departamento de Alta Córsega. Estende-se por uma área de 7,04 km². 
Pino é também um bom team builder que nós temos.